# Albinas Mitrulevičius
Albinas Mitrulevičius (*  27. März 1953 in Jiestrakis, Rajongemeinde Prienai) ist ein litauischer sozialdemokratischer Politiker.

## Leben
1972 absolvierte er Technikum für Landwirtschaft in Marijampolė und 1985 das Diplomstudium der Agronomie an der Lietuvos žemės ūkio akademija.
Ab 1974 arbeitete er im Kolchos. Von 1989 bis 2001 war er bei Žemės ūkio bendrovė als Vorsitzende in Želsva tätig. Von 1990 bis 2000 war er Mitglied im Rat Marijampolė und von 2001 bis 2008 Leiter von Bezirk Marijampolė. Seit 2011 ist er Mitglied im Seimas.
Seit 1997 ist er Mitglied der Lietuvos socialdemokratų partija.